# Vasilij Baransjtjikov
Vasilij Jakovlevitj Baransjtjikov (ryska: Василий Яковлевич Баранщиков), född 1756 i Nizjnij Novgorod, död i början av 1800-talet, var en rysk memoarförfattare.
Baransjtjikov hade tagit tjänst som matros på ett fartyg, som var destinerat till Bordeaux med trävaror. I Köpenhamn blev han berusad på en krog och med våld förd ombord på ett skepp, som gick till ön Saint Thomas i Västindien. Där såldes han som slav, men frigavs och fick medel att återvända till Europa. Men vid Afrikas nordvästra kust blev han tillfångatagen av pirater och såldes som slav till Palestina. Därifrån lyckades han fly till Venedig och hamnade i Konstantinopel, där han blev muslim och janitsjar. Först efter åtta års förlopp återkom han till sitt hemland. Där författade han en bok med titeln "Den nisjne-novgorodske borgaren Vasilij Baransjtjikovs olyckliga äventyr i tre världsdelar: Amerika, Asien och Europa från år 1780 till 1787".